# Cedar (Kansas)
Cedar è un comune degli Stati Uniti d'America, situato nello Stato del Kansas, nella contea di Smith.